# Милгаард, Дэвид
Дэвид Милгаард (англ. David Milgaard; 7 июля 1952, Виннипег, Манитоба — 15 мая 2022) — канадец, ошибочно осужденный за убийство и изнасилование сиделки Гейл Миллер.

## Обвинение в убийстве
В январе 1969 года 20-летняя учащаяся медучилища Гейл Миллер была найдена убитой, её труп лежал в сугробе. 31 января 1970 года, ровно через год после убийства, 17-летний Дэвид Милгаард был приговорён к пожизненному заключению. Он подавал апелляцию, но безуспешно. В 1991 году депутат-либерал Ллойд Эксуорси выступил в парламенте с такими словами: «Я хотел бы сказать о пародии на справедливость. Я говорю о положении Дэвида Милгаарда, который провёл последний 21 год своей жизни в тюрьме за преступление, которое не совершал…».
18 июля 1997 года лаборатория ДНК в Великобритании опубликовала доклад, подтверждающий, что образцы спермы на одежде жертвы не совпадают с образцами Дэвида. Правительство Саскачевана затем извинилось за неправомерное осуждение. 17 мая 1999 года правительство провинции Саскачеван объявило, что с Дэвидом была достигнута договорённость и что ему будет выплачена компенсация в размере 10 миллионов долларов.
25 июля 1997 года в Калгари был арестован Ларри Фишер, человек который на самом деле убил Гейл Миллер. 4 января 2000 года он был приговорён к пожизненному заключению. До этого приговора Фишер просидел в тюрьмах в общей сложности 23 года, он был несколько раз судим за многочисленные изнасилования. Он умер в 2015 году.
После освобождения Дэвид Милгаард стал социальным работником и оратором. Он много выступал, читал лекции о правах человека.
Скончался 15 мая 2022 года.

## В массовой культуре
- Случай стал основой для двух фильмов: документального фильма 1992 года «The David Milgaard Story» и документальной драмы 1999 года «Milgaard».
- Песня «Wheat Kings» группы «The Tragically Hip» содержит отсылки к истории Дэвида Милгаарда.